# Мищенко, Лев Леонидович
Лев Леонидович Мищенко (22 июня 1909 — 24 сентября 1989) — советский зоолог, энтомолог, крупнейший ортоптеролог, доктор биологических наук. Лауреат Сталинской премии (1952). Участник Великой Отечественной войны, был тяжело контужен.

## Биография
Родился 22 июня 1909 года. С 1924 года работал техником в Институте опытной агрономии. В 1930 году окончил Ленинградский полиграфический техникум. В 1928 и 1929 совершил экспедицию в Казахстан и Туркмению для изучения саранчовых. В 1930 году работал лаборантом в ВИЗРе. В 1931—1932 годах исследовал фауну саранчовых Азербайджана и Северного Кавказа. В 1935 году был старшим лаборантом Таджикской базы АН СССР. В 1936 году в Испании опубликовал ревизию Sphingonotus. В 1937 принят на работу в Зоологический институт АН СССР (ЗИН) в Ленинграде в отделение моллюсков. В 1941 году был мобилизован на фронт, осенью участвовал в боях на Ленинградском фронте. 7 ноября 1941 года в районе Невской Дубровки был тяжело контужен. Контузия привела к параличу левой ноги, потере слуха и речи и первой группе инвалидности. После длительного лечения 2 июня 1942 демобилизован. Восстановившись от контузии, поступил на работу в Зоологический институт АН СССР на должность младшего научного сотрудника. 27 июня 1942 года защитил кандидатскую диссертацию. В 1945—1946 годах исполнял обязанности заведующего отделения прямокрылых. С этого времени из-за ухудшения здоровья Мищенко уже не мог выезжать в экспедиции. Последствия контузии проявлялись в случающихся время от времени припадках и потере речи, а иногда — зрения. После одного из припадков в 1950-х годах он потерял речь на 20 лет. В 1952 году ему была присуждена Сталинская премия I степени за двухтомных определитель саранчовых СССР, написанный в соавторстве с Григорием Яковлевичем Бей-Биенко. В 1964 году присвоена без защиты диссертации учёная степень доктора наук.
Умер 24 сентября 1989 года. Похоронен на Большеохтинском кладбище Санкт-Петербурга.

## Награды и премии
- Орден Отечественной войны 1-й степени, медали «За победу над Германией» и «За оборону Ленинграда», «За трудовую доблесть», «За доблестный труд в Великой Отечественной войне 1941—1945»[1].

## Основные научные труды

### Монографии
- Бей-Биенко Г. Я., Мищенко Л. Л. Саранчевые фауны СССР и сопредельных стран : в 2 ч. / АН СССР. — М., Л.: Изд-во АН СССР, 1951. — (Определители по фауне СССР, издаваемые Зоологическим музеем Академии наук, вып. 38).
- Мищенко Л. Л. Саранчовые (Catantopinae) // Фауна СССР. Насекомые прямокрылые. — М.—Л.: Издательство АН СССР, 1952. — Т. 4, вып. 2. — 610 с. — (Новая серия № 54).
- Правдин Ф. Н., Мищенко Л. Л. Формирование и эволюция экологических фаун насекомых в Средней Азии / Отв. ред. д.б.н. И. Х. Шарова. — М.: Наука, 1980. — 156 с. — 850 экз.

### Статьи
- Мищенко Л. Л., 1940. К синонимии северо-западной расы азиатской саранчи Locusta migratoria danica L. (Orthoptera, Acrididae). — Докл. ВАСХНИЛ, 8: 42-43.
- Мищенко Л. Л., 1941. Виды рода Gratidia Stål. (Phasmodea, Clitumnidae) в фауне СССР. — Сообщ. АН ГрузССР, 2(1-2): 145—148.
- Мищенко Л. Л., 1941. Ревизия видов кавказского рода Phlocerus F.-W. (Orthoptera, Acridodea). — Тр. Зоол. ин-та АН ГрузССР, 4: 125—134. Тбилиси.
- Мищенко Л. Л., 1945. Род Uvarovium Dirsh. [Saltatoria (Orthoptera s. str.) Acridodea]. — Энтомол. обозр., 28(1-2): 38-42. Л.
- Мищенко Л. Л., 1945. Географическое распространение подсемейства Catantopinae [Saltatoria (Orthoptera sens. str.), Acridodea]. — Энтомол. обозр., 28(3-4): 101—105.
- Мищенко Л. Л., 1947. Род Mizonocara Uv. [Saltatoria (Orthoptera s. str.) Acridodea]. — Энтомол. обозр., 29(1-2): 62-71. Л.
- Мищенко Л. Л., 1949. Кожистокрылые или уховертки (Dermatoptera), прыгающие прямокрылые [Saltatoria (Orthoptera sens. str.)] и таракановые (Blattodea). — Вредн. животные Средней Азии: 154—344. Справочник. Л., изд. АН СССР.
- Мищенко Л. Л., 1949. Кожистокрылые (Dermatoptera), таракановые (Blattodea), богомоловые (Mantodea), привиденьевые (Phasmatodea) и прыгающие прямокрылые [Saltatoria (Orthoptera s. str.)] Гиссарской долины (Таджикская ССР) — Тр. Зоол. ин-та АН СССР, 8: 735—749. М.-Л.
- Мищенко Л. Л., 1949. Род Eumetrioptera Miram [Saltatoria (Orthoptera s. str.) Tettigonioidea] — Энтомол. обозр., 30(3-4): 326—333.
- Мищенко Л. Л., 1950. Новые виды саранчовых (Saltatoria — Orthoptera, Acrididae) из Средней Азии и Кашмира. — Докл. АН СССР, нов. сер., 72(1): 213—215.
- Мищенко Л. Л., 1950. Род Diexis Zub.[Saltatoria (Orthoptera s. str.), Acridodea] — Энтомол. обозр, 31(1-2): 206—212.
- Мищенко Л. Л., 1950. Новые данные по среднеазиатской фауне вредных саранчовых (Saltatoria — Orthoptera, Acridodea). — Докл. АН СССР, нов. сер., 71(4): 789—792.
- Мищенко Л. Л., 1950. Новые виды и подвиды рода Conophyma Zub. (Saltatoria — Orthoptera, Acrididae) из Узбекистана и сопредельных стран. — Докл. АН УзбССР, 5: 30-34. 134
- Мищенко Л. Л., 1950. Обзор кавказских представителей из трибы Podismini (Orthoptera s. str.). — Тр. Зоол. ин-та АН ГрузССР, 9: 175—197. Тбилиси.
- Мищенко Л. Л., 1951. Ревизия саранчовых из рода Tropidauchen Sauss. (Saltatoria, Orthoptera, Acrididae) и их ближайших родичей. — Докл. АН СССР, нов. сер., 77(4): 737—740.
- Сищенко Л. Л., 1951. Ревизия саранчовых из рода Paranocarodes J.Bol. (Saltatoria, Orthoptera, Acrididae) и их ближайших родичей. — Докл. АН СССР, 77(3): 517—520.
- Мищенко Л. Л., 1951. К фауне уховерток, тараканов, богомолов, палочников и прямокрылых южного склона Гиссарского хребта. — Ущелье Кондара, 2: 198—205. М.-Л., изд. АН СССР.
- Мищенко Л. Л., 1951 Новые виды рода Primnoa F.-W. (Saltatoria-Orthoptera, Acrididae) из Приморского края. — Энтомол. обозр., 31(3-4): 510—514.
- Мищенко Л. Л., 1952. Новые виды кузнечиков (Orthoptera, Tettigoniidae) из Таджикистана. — Энтомол. обозр., 32: 254—260.
- Мищенко Л. Л., 1954. Новые представители трибы Podismini (Orthoptera, Acrididae) из Восточной Азии. — Тр. Зоол. ин-та АН СССР, 15: 27-34.
- Мищенко Л. Л., 1956. Богомолы (Mantoidea) южного склона Гиссарского хребта (Таджикистан). — Энтомол. обозр., 35(3): 652—658.
- Мищенко Л. Л., 1961. Что такое род Thaumatophyma Rme (Orthoptera, Acrididae, Catantopinae)? — Энтомол. обозр., 40(2): 351—358.
- Мищенко Л. Л., 1964. Новый вид богомола рода Bolivaria Stål. (Mantodea, Mantidae) из Южного Казахстана. — Энтомол. обозр., 43(3): 622—625.
- Мищенко Л. Л., 1967. Новые виды Rivetina Berl. et Chop. (Mantoptera, Manteidae) из Казахстана, Туркмении и Малой Азии. — Энтомол. обозр., 46(3): 699—711.
- Мищенко Л. Л., 1968. Ортоптероидные насекомые (Orthopteroidea), собранные энтомологической экспедицией Зоологического института Академии наук СССР в Монгольской Народной республике в 1967 г. — Энтомол. обозр., 47(3): 482—498.
- Мищенко Л. Л., 1971. К фауне прямокрылых Северо-Восточной Сибири. — Энтомол. обозр., 50(3): 574—584.
- Мищенко Л. Л., 1973. Саранчовые рода Eclipophleps Serg. Tarb. (Orthoptera, Acrididae). — Энтомол. обозр., 52(1): 94-107.
- Мищенко Л. Л., 1974а. К познанию саранчовых рода Dociostaurus Fieb. (Orthoptera, Acrididae). 1. — Энтомол. обозр., 53(2): 334—342.
- Мищенко Л. Л., 1974б. К познанию саранчовых рода Dociostaurus Fieb. (Orthoptera, Acrididae). 2. — Энтомол. обозр., 53(3): 589—601. 135
- Мищенко Л. Л., 1974в. Ревизия рода Primnoa F.-W. (Orthoptera, Catantopinae). — Тр. Всес. энтомол. о-ва, 57: 7-37.
- Мищенко Л. Л., 1976б. Новые виды саранчовых (Orthoptera, Acrididae) из Ирана. — Энтомол. обозр., 55(2): 350—356.
- Мищенко Л. Л., 1979. Новые виды саранчовых рода Chorthippus Fieb. (Orthoptera, Acrididae) из Средней Азии. — Энтомол. обозр., 58(3): 562—572.
- Мищенко Л. Л., 1981а. Новый вид саранчовых рода Asulconotus Ying (Orthoptera, Acrididae) из Тибета. — Энтомол. обозр., 60(1): 117—118.
- Мищенко Л. Л., 1986а. Ревизия рода Chrysochraon Fisch. (Orthoptera, Acrididae) и описание нового вида из Амурской области. — Тр. Зоол. ин-та АН СССР, 143: 20-46.
- Мищенко Л. Л., 1986 г. К познанию саранчовых рода Ochrilidia Stål (Orthoptera, Acrididae). — Энтомол. обозр., 65(4): 709—718.
- Мищенко Л. Л., 1989. Саранчовые рода Mizonocara Uv. (Orthoptera, Acrididae). — Энтомол. обозр., 68(2): 278—290.
- Мищенко Л. Л., Горохов А. В., 1981. Новый вид сверчков рода Cophaphonus Serg. Tarb. (Orthoptera, Gryllidae) из Монголии. — Энтомол. обозр., 60(4): 824—827.
- Мищенко Л. Л., Горохов А. В., 1991. Новый вид сверчков рода Gryllopsis (Orthoptera, Gryllidae) из Таджикистана. — Зоол. журн., 70(5): 145—147.
- Мищенко Л. Л., Стороженко С. Ю., 1990. К фауне саранчовых (Orthoptera, Acrididae) Юго-Восточной Азии. — Тр. Зоол. ин-та АН СССР, 209: 29-37[4].